# Roxas (Palawan)
Roxas è una municipalità di prima classe delle Filippine, situata nella Provincia di Palawan, nella regione di Visayas Occidentale.
Roxas è formata da 31 baranggay:
- Abaroan
- Antonino
- Bagong Bayan
- Barangay I (Pob.)
- Barangay II (Pob.)
- Barangay III (Pob.)
- Barangay IV (Pob.)
- Barangay V Pob. (Porao Island)
- Barangay VI Pob. (Johnson Island)
- Caramay
- Dumarao
- Iraan
- Jolo
- Magara (Arasan)
- Malcampo
- Mendoza

- Narra (Minara)
- New Barbacan (Retac)
- New Cuyo
- Nicanor Zabala
- Rizal
- Salvacion
- San Isidro
- San Jose
- San Miguel
- San Nicolas
- Sandoval
- Tagumpay
- Taradungan
- Tinitian
- Tumarbong